# Infanterie mécanisée ukrainienne
Les forces mécanisées d'Ukraine (en ukrainien : Механізовані війська України) sont la principale composante en effectifs des troupes terrestres des Forces armées de l'Ukraine.
Il s'agit d'unités d'infanterie mécanisée, c'est-à-dire portées et soutenues par des véhicules blindés. Leurs missions peuvent être défensives, en tenant leurs positions, comme offensives, en perçant les lignes adverses et menant des opérations dans la profondeur.

## Historique

### Héritage soviétique
À la suite de l'indépendance de l'Ukraine le 24 août 1991, la toute nouvelle armée de Terre ukrainienne prend le contrôle en 1992 des unités soviétiques présentes sur son territoire : les armées soviétiques deviennent des corps d'armée ukrainiens, tandis que les divisions de fusiliers motorisés soviétiques deviennent des divisions mécanisées ukrainiennes, progressivement réduites à des brigades mécanisées, en sous-effectif :
- de la 1re armée de la Garde à Tchernihiv (25e, 47e, 72e et 41e divisions de chars) il ne reste que les 25e et 72e brigades mécanisées ;
- la 6e armée de chars de la Garde à Dnipropetrovsk (17e de chars et 93e de fusiliers motorisés) fournit de quoi faire les 17e et 93e brigades mécanisés ;
- de la 8e armée de chars à Jytomyr (23e et 30e divisions de chars), demeure la 30e brigade mécanisée ;
- de la 13e armée à Lviv (17e, 51e, 97e et 161e divisions de fusiliers motorisés) résulte les 97e et 161e brigades mécanisées ;
- de la 14e armée de la Garde à Tiraspol, l'Ukraine récupère les 28e et 180e brigades mécanisées (cette dernière renommée 27e) ;
- de la 38e armée à Ivano-Frankivsk (17e, 70e et 128e de fusiliers motorisés) n'est conservée que de quoi faire la 128e brigade mécanisée ;
- enfin du district militaire des Carpates, subsiste la 24e brigade.

### Guerre du Donbass
En 2013, juste avant le déclenchement de la guerre russo-ukrainienne, l'armée de Terre ukrainienne comprend huit brigades mécanisées :
- 24e mécanisée à Yavoriv dans l'oblast de Lviv ;
- 28e mécanisée à Tchornomorske dans l'oblast d'Odessa ;
- 30e mécanisée à Novohrad-Volynski (Zviahel depuis 2022) dans l'oblast de Jytomyr ;
- 51e mécanisée à Volodymyr-Volynskyï (Volodymyr depuis 2021) dans l'oblast de Volhynie, dissoute en décembre 2014;
- 72e mécanisée à Bila Tserkva dans l'oblast de Kiev ;
- 92e mécanisée à Klougino-Bachkirivka (uk), dans l'oblast de Kharkiv ;
- 93e mécanisée à Tcherkaske dans l'oblast de Dnipropetrovsk ;
- 128e de montagne à Moukatchevo dans l'oblast de Transcarpatie.

Aucune unité d'infanterie n'est casernée dans les oblasts de Donetsk et de Louhansk (seulement des unités de défense aérienne, du Service de sécurité d'Ukraine (SBU) et celles du ministère de l'Intérieur : militsia et garde-frontières). Comme les Forces armées de l'Ukraine sont durant leurs quinze premières années sous-financées à cause des difficultés budgétaires et de la corruption, les unités sont en sous-effectif et manquent de matériel ; l'armée est de plus en pleine réorganisation en 2013 à la suite de la suppression de la conscription : résultat, seulement sept bataillons mécanisés sur un total de 30 sont alors opérationnels.
En réponse à la saisie de la Crimée par les Russes en février 2014 et aux concentrations de troupes russes le long de la frontière russo-ukrainienne, les régiments de forces spéciales ukrainiennes sont envoyés en premier, car immédiatement disponibles. Les bataillons mécanisés sont laborieusement complétés avec des réservistes, puis déployés en début mars sous forme de groupes tactiques (~ Groupe tactique de bataillon BTG) incomplets : les 1/ et 3/30e le sont deux semaines à Shyrokyi Lan au nord-est de Melitopol, puis rejoignent quatre bataillons aéroportés au nord de l'isthme de Perekop (face à la Crimée) ; le 1/24e, deux de la 128e et la 1re brigade de chars sont déployés dans l'oblast de Soumy (face à Koursk) ; la 92e brigade est renforcée avec le 1/93e autour de Kharkiv (face à Belgorod) ; le 2/30e et le 1/93e dans l'oblast de Louhansk (face à Millerovo et Rostov).
En avril, l'entrée en insurrection des villes de l'Ukraine orientale déclenche l'« opération anti-terroriste », avec l'envoi de l'armée dans les villes : les 1/24e (près de Sloviansk), 51e (Kourakhove, Vouhledar et Volnovakha) et 72e (à Marioupol) dans l'oblast de Donetsk, en compagnie de quatre bataillons aéroportés ; les 93e mécanisée, 128e de montagne et 1re de chars dans l'oblast de Louhansk, avec deux bataillons aéroportés. La 28e n'arrive à fournir qu'un BTG en juillet, placé le long de la frontière. Ces unités y affrontent les milices séparatistes, dans une situation de guerre civile. La 51e mécanisée se comporte tellement mal, 53 hommes évacuant leur position en franchissant la frontière à Tchervonopartizansk le 25 juillet (capturés, ils furent accusés dans les médias de désertion), puis un de ses groupes tactiques s'enfuyant lors du combat d'Olenivka le 24 août, que le président Porochenko annonce le 22 septembre 2014 la dissolution de la brigade, puis la formation de la 14e mécanisée à sa place, en conservant les éléments les plus fiables (unités de reconnaissance, antichars et de réparation).

### Développement entre 2014 et 2022
À partir de la mobilisation partielle décrétée le 22 juillet 2014, les effectifs commencent à augmenter. En 2015-2016, les unités remplacent leurs titres honorifiques héritées de l'Armée rouge par des nouveaux faisant référence à l'histoire ukrainienne. Depuis la réforme de 2016, des bataillons (un à deux par brigade mécanisée) d'infanterie motorisée (ex bataillons de défense territoriale, levés avec des volontaires en 2014) se sont rajoutés, avec peu de véhicules blindés (BMP et Véhicule blindé de transport de troupes BTR) et de chars (une compagnie de chars à la place d'un plein bataillon) ni d'artillerie automotrice. En 2019, une première brigade de chasseurs a été créée, spécialisée dans le combat en milieux forestier et marécageux (courant dans le Nord de l'Ukraine).
Durant la guerre du Donbass, plusieurs brigades sont créées :
- brigade présidentielle (brigade séparée présidentielle nommée d'après l'hetman Bohdan Khmelnytsky), formée sous forme d'un régiment en janvier 1992, transformée en brigade en janvier 2022 ;
- 10e brigade de montagne (10e brigade d'assaut de montagne « Edelweiss »), formée en septembre 2015 ;
- 14e brigade mécanisée (14e brigade distincte mécanisée nommée d'après le prince Roman le Grand), formée en décembre 2014 à partir des militaires les plus fiables de l'ex 51e brigade mécanisée ;
- 53e brigade mécanisée (53e brigade séparée mécanisée nommée d'après le prince Volodymyr Monomaque), formée à l'automne 2014 ;
- 54e brigade mécanisée (54e brigade séparée mécanisée nommée d'après l'hetman Ivan Mazepa), formée en décembre 2014 ;
- 56e brigade d'infanterie motorisée (56e brigade séparée d'infanterie motorisée de Marioupol), formée en février 2015 ;
- 57e brigade d'infanterie motorisée (57e brigade séparée d'infanterie motorisée nommée d'après l'ataman du kish Kost Hordienko), formée en novembre 2014 ;
- 58e brigade d'infanterie motorisée (58e brigade séparée d'infanterie motorisée nommée d'après l'hetman Ivan Vyhovsky), formée en février 2015 ;
- 59e brigade d'infanterie motorisée (59e brigade séparée d'infanterie motorisée nommée d'après Yakov Gandziouk), formée en décembre 2014 ;
- 60e brigade mécanisée (60e brigade séparée mécanisée Ingouletska), formée en novembre 2015[5] ;
- 61e brigade mécanisée (61e brigade séparée d'infanterie de la steppe puis mécanisée)[6], formée en 2015 ;
- 63e brigade mécanisée[7], formée en mars 2017 ;
- 65e brigade mécanisée, créée en 2015 comme unité-cadre du corps de réserve, elle est réactivée en avril 2022 ;
- 66e brigade mécanisée (66e brigade séparée mécanisée nommée d'après le prince Mstislav le Brave), créée en 2015 comme unité-cadre du corps de réserve, elle est réactivée en avril 2022.

### Développement depuis l'Invasion de l'Ukraine par la Russie
La mobilisation décrétée en 2022 a permis de compléter les effectifs des unités, avec en prime la création de plusieurs nouvelles brigades mécanisées ou motorisées, dont celles formant le corps de réserve, notamment au début de 2023. Plusieurs brigades sont renforcées par de nouveaux bataillons de fusiliers (de l'infanterie légère). Si en 2017 l'armée ukrainienne dispose de 22 brigades mécanisées, ce nombre est porté à un total de 50 brigades (qu'elles s'appellent mécanisées, motorisées, de montagne, de chasseurs, d'assaut, spéciale ou présidentielle) en 2023, permettant de faire face à l'invasion de l'Ukraine par la Russie.
À partir de février 2022 :
- 1re brigade spéciale (1re brigade autonome d'opérations spéciales nommée d'après Ivan Bohun), formée en mars 2022 ;
- 3e brigade d'assaut (3e brigade séparée d'assaut « Azov »), formée en mars 2022 comme régiment, devenue brigade en janvier 2023 ;
- 5e brigade d'assaut, mise sur pied en mai 2022 ;
- 13e brigade de chasseurs, formée en février 2023 ;
- 21e brigade mécanisée, formée en janvier 2023 ;
- 22e brigade mécanisée, formée en février 2023 ;
- 23e brigade mécanisée, formée en février 2023[8] ;
- 31e brigade mécanisée, formée en janvier 2023[8] ;
- 32e brigade mécanisée, formée en février 2023 ;
- 33e brigade mécanisée, formée en avril 2016[9] ;
- 41e brigade mécanisée, formée en mars 2023 ;
- 42e brigade mécanisée, formée en décembre 2022[10] ou 2023[11] ;
- 43e brigade mécanisée, formée en 2023 ;
- 44e brigade mécanisée, formée en 2023 ;
- 47e brigade mécanisée (47e brigade séparée mécanisée « Magoura »), formée comme bataillon d'assaut en mai 2022, transformé en régiment en juin 2022 puis en brigade en novembre 2022 ;
- 67e brigade mécanisée, mise sur pied comme corps des volontaires ukrainiens du Secteur droit en 2014, est devient une brigade en novembre 2022 ;
- 68e brigade de chasseurs (68e brigade séparée de chasseurs nommée d'après Oleksa Dovbouch), créée en avril 2022 ;
- 88e brigade mécanisée, créée en février 2023, probablement une unité de papier ;
- 110e brigade mécanisée[12] (110e brigade séparée mécanisée nommée d'après le général Marko Bezroutchko), fondée en août 2022 ;
- 115e brigade mécanisée, ex 115e division dissoute en 2003, reformée comme brigade en mars 2022 ;
- 116e brigade mécanisée, fondée en janvier 2023 ;
- 117e brigade mécanisée, fondée en janvier 2023 ;
- 118e brigade mécanisée, formée en janvier 2023 ;
- 141e brigade d'infanterie[13] fondée en février 2023 ;
- 142e brigade d'infanterie, fondée en février 2023 ;
- 143e brigade d'infanterie, fondée en février 2023 ;
- 144e brigade d'infanterie, fondée en février 2023 ;
- 150e brigade mécanisée, fondée en octobre 2023 ;
- 151e brigade mécanisée, fondée en octobre 2023[14] ;
- 152e brigade de chasseurs, fondée en octobre 2023;
- 153e brigade mécanisée, fondée en octobre 2023 ;
- 154e brigade mécanisée, formée en octobre 2023[15] ;
- 155e brigade mécanisée ;
- 156e brigade mécanisée ;
- 157e brigade mécanisée ;
- 158e brigade d'infanterie ;
- 159e brigade mécanisée ;
- 160e brigade mécanisée ;

Unités des Forces de défense territoriale transférées à l'armée de Terre ukrainienne :
- 100e brigade mécanisée, ancienne 100e brigade de défense territoriale ;
- 125e brigade de défense territoriale, transférée à l'armée de Terre en juillet 2024 ;
- 127e brigade de défense territoriale, transférée à l'armée de Terre en juillet 2024 ;
- 128e brigade de défense territoriale, transférée à l'armée de Terre en juillet 2024.

## Organisation
La majorité de l'infanterie mécanisée ukrainienne est organisée en brigades mécanisées (механізовані бригади, abrégé en мбр) interarmes (théoriquement environ 3 000 hommes, désormais plus), regroupant plusieurs types d'unités.
Chaque brigade mécanisée est normalement composée de trois bataillons d'infanterie mécanisée, soutenus par un bataillon de chars (de 40 chars et 314 hommes), un groupe d'artillerie (de la taille d'un gros régiment : une batterie de contrôle/acquisition de cibles, deux « divisions » d'artillerie automotrice, une division de lance-roquettes multiples et une division antichar), un bataillon de lutte antiaérienne (avec des missiles sol-air), un bataillon du génie, un bataillon de logistique, un bataillon de réparation, une compagnie de reconnaissance, une autre de tireurs d'élite, une de transmissions, une de guerre électronique et une de protection NBC (РХБ). Depuis 2015, chaque brigade a été renforcée par un ou deux bataillons supplémentaires, le plus souvent d'infanterie motorisée. Au combat, plusieurs groupes tactiques peuvent être formés, avec chacun un bataillon mécanisé renforcé par une compagnie de chars et des batteries d'artillerie (l'équivalent des BTG russes).
Une plus faible partie de l'infanterie mécanisée ukrainienne est intégrée dans les brigades de chars, à raison d'un bataillon mécanisé pour trois de chars, soutenus par de l'artillerie, du génie et les unités organiques habituelles. Les brigades de montagne, de chasseurs, motorisées, d'assaut aérien, aéroportée, aéromobile, de marine ou de fusiliers de l'Air sont théoriquement composées d'infanterie motorisée, comprenant moins de véhicules blindés que celles mécanisées. Il y a aussi un bataillon d'infanterie dans chaque brigade d'artillerie, servant d'unité de sécurité, chargée de la défense rapprochée.
Un bataillon mécanisé (механізований батальйон) est composé de trois compagnies mécanisées, soutenues dans le cas des bataillons sur BTR (600 hommes sur 45 BTR) par une batterie (61 h) de six mortiers de calibre 120 mm, un peloton (25 h) de six lance-grenades AGS-17, un peloton antichar avec quatre missiles antichars et deux SPG-9, un peloton antiaérien (16 h) avec neuf lance-missiles Igla, un peloton de reconnaissance (22 h) avec un BRM (un BMP de reco) et deux BMP-2, un peloton du génie (19 h) avec un engin de terrassement PZM-2 et deux véhicules à six-roues, un peloton de transmissions (29 h), une compagnie de logistique (48 h, huit camions de fret, six camions-citernes de carburant, un camion-citerne d'eau, quatre cuisines de campagne, des ateliers de réparation et une dépanneuse) et une unité médicale (9 h). Le bataillon sur BMP (520 hommes sur 40 BMP) n'a pas de peloton antichar.
Une compagnie mécanisée (механізована рота) est constituée de trois pelotons de trois blindés, chacun portant neuf hommes. Une compagnie sur BMP compte 95 hommes, tandis que les compagnies sur BTR alignent chacune 112 hommes (car ils ont un peloton antichar en plus).
À partir de 2023, dans le cadre de l'invasion russe de l'Ukraine, la plupart des brigades s’agrandissent dans un processus de standardisation. L'armée ukrainienne compte plusieurs dizaines de bataillons (essentiellement de fusiliers) séparés qui sont intégrés aux brigades ukrainiennes. Alors que la plupart des brigades comptaient 3 à 4 bataillons, elles en comptent désormais en moyenne 5 à 6. Par exemple, la 72e brigade mécanisée dispose de trois bataillons mécanisés et d'un bataillon de fusiliers linéaires auxquelles s'ajoute un bataillon motorisé et un autre bataillon de fusiliers séparés (le 48e bataillon de fusiliers). La 93e brigade mécanisée compte en 2024 neuf bataillons : trois mécanisés, trois motorisés et trois de fusiliers, faisant d'elle la plus grosse brigade ukrainienne.

Symboles type OTAN
Brigade d'infanterie mécanisée.
Brigade d'infanterie motorisée.
Brigade de montagne.

## Véhicules
Jusqu'à 2022, les unités ukrainiennes d'infanterie mécanisée, motorisée et de montagne sont équipées non seulement de véhicules de combat d'infanterie (213 BMP-1 et 890 BMP-2) et de véhicules blindés de transport (217 BTR-70, 45 MT-LB et 400 BRDM-2), mais aussi de toute une flotte de camions et de voitures. il s'agissait de véhicules hérités de la période soviétique, rarement modernisés, très partiellement complétés par l'industrie ukrainienne (60 BTR-3, 45 BTR-4, 40 SBA Novator et 240 Kozak), ainsi que par les saisies sur les troupes russes à partir de mars 2022 (des centaines de BMP et de BTR).
En avril 2022, le président ukrainien demande officiellement aux autres États de lui fournir de l'équipement lourd. Ces livraisons ont permis de compenser les pertes matérielles (au moins 747 BMP et 344 BTR de février 2022 à septembre 2023) et d'équiper de nouvelles unités, mais ont eu comme conséquence une grande variété de modèles, ce qui complique l'entretien, la formation et l'approvisionnement en pièces détachées. Selon le site Oryx, l'Ukraine a reçu entre le printemps 2022 et l'été 2023 (tous ne sont pas affectés à l'armée de Terre, une partie est confiée aux forces d'assaut aérien, au Corps de marine, à la Garde nationale, etc., sans compter les pertes) :
- des véhicules de combat d'infanterie :
  - 200 KTO Rosomak polonais : achetés par l'UE et les États-Unis, livrés à partir de juillet 2023 (21e BM, 44e BM, 57e BM) ;
  - 300 M2A2 Bradley & 4 M7 BFiST (Bradley Fire Support Vehicle, pour l'observation d'artillerie) étasuniens (47e BM) ;
  - 142 BWP-1 (des BMP-1) polonais (22e BM) ;
  - 140 Marder 1A3 allemands (essentiellement chez les forces d'assaut aérien mais aussi dans la 93e BM) ;
  - 56 Pbv 501A (des BMP-1) tchèques ;
  - ~90 CV 9040C suédois (à partir de juin 2023) (21e BM, 93e BM) ;
  - 50 BVP-1 et 2 (des BMP-1) tchèques (150e BM) ;
  - 40 BMP-1A1 grecs (échangés par l'Allemagne dans le cadre du programme Ringtausch) ;
  - 35 BVP M-80A slovènes (24e BM) ;
  - 30 BVP-1 slovaques (programme Ringtausch) (53e BM) ;
  - des AIFV-B-C25 néerlandais (à partir d'août 2023) ;
- des véhicules blindés de reconnaissance :
  - 23 FV-107 Scimitar Mk II britanniques ;
  - BPzV Svatava (des BMP-1 de reco) tchèques ;
  - des Fennek néerlandais ;
- des véhicules blindés de transport :
  - 800 M113 étasuniens, 100 lituaniens, 60 espagnols, 56 australiens, 54 allemands, 46 britanniques, 40 néerlandais et 31 portugais (3e BA, 5e BA, 10e BAdM, 24e BA, 32e BA, 33e BA, 43e BA, 66e BA, 93e BA, 115e BA, 128e BAdM) ;
  - 250 M1117 étasuniens ;
  - + 264 YPR-765 néerlandais (3e BA, 57e BM, 65e BM, 110e BM) ;
  - 157 Stryker & 20 M1132 étasuniens (essentiellement chez les Forces d'assaut aérien mais aussi dans la 42e BM) ;
  - 114 FV-103 Spartan et 40 FV-104 Samaritan (des ambulances blindées) britanniques ;
  - 100 FV430 Bulldogs (en) et FV432 (en) britanniques ;
  - 64 Bandvagn 206 allemands, 28 néerlandais et quelques italiens ;
  - +280 VAB français (essentiellement chez les forces d'assaut aérien mais aussi dans la 154e BM) ;
  - 39 ACSV (LAV 6) canadiens ;
  - ~20 Sisu XA-185 Patria Pasi finlandais ;
  - 20 Valuk slovènes (44e BM) ;
  - des TAB-71M (ro) roumains ;
- des véhicules MRAP (Mine-Resistant Ambush Protected) et autres véhicules de transport :
  - 2 000 Humvee (M1114, M1123, M1151, M1152, M1165 et M998) étasuniens, 28 néerlandais et 20 Slovènes ;
  - 440 M1224 International MaxxPro étasuniens ;
  - 330 Roshel Senator canadiens ;
  - 200 BMC Kirpi turcs (achetés par l'Ukraine) ;
  - 120 Bushmaster australiens ;
  - 80 Iveco VTLM Lince belges et 4 italiens ;
  - 20[22] Cobra II (en) turcs ;
  - 50 ATF Dingo allemands ;
  - 34 Cougar étasuniens ;
  - 28 BvS 10 néerlandais ;
  - 20 ACMAT Bastion français ;
  - des Mastiff, Wolfhound et FV-105 Sultan britanniques ;
  - des AMZ Dzik polonais[23].

## Formations dissoutes
- 12e brigade mécanisée, dissoute en 2012 à Bolhrad[24], unité existant uniquement sur papier en raison d'un manque de financement[25] ;
- 15e brigade mécanisée (ancienne 17e division de fusiliers motorisés de la Garde (ru)), en 2004 à Khmelnytskyï ;
- 16e brigade mécanisée (devenue 45e brigade d'assaut aérien (en), ancienne 1re division aéromobile (en)) - 1993 - 2006 ;
- 25e division mécanisée (ex 25e division de fusiliers motorisés de la Garde (uk)), dissoute à Loubny en 2002 ;
- 27e brigade mécanisée (ancienne 180e division de fusiliers motorisés, devenue une partie intégrante de la 1re division aéromobile), dissoute en 2004 ;
- 62e brigade mécanisée[7], formée en décembre 2000, dissoute en 2004, puis recréée en décembre 2015 ;
- 51e brigade mécanisée - dissoute en décembre 2014, ses unités les plus fiables servant à la création de la 14e brigade mécanisée ;
- 52e brigade mécanisée (ancienne 254e division de fusiliers motorisés), dissoute en 2004 à Artemivsk ;
- 62e brigade mécanisée (ex 119e centre de formation de district, ancienne 117e division de chars de la Garde), dissoute à Berdytchiv en 2004 (la 117e division fut remplacée par la 62e brigade mécanisée, sur la base de laquelle, à son tour, fut créée la 26e brigade d'artillerie) ;
- 84e brigade mécanisée[26], dissoute en 2008[24] ;
- 97e brigade mécanisée, dissoute en 2004 ;
- 127e brigade mécanisée, 2005[24] ;
- 161e brigade mécanisée (ex 161e division de fusiliers motorisés), dissoute en 2003 à Théodosie en Crimée ;
- 300e régiment mécanisé, dissous en 2013, reste de la 22e brigade mécanisée[27].